# Bridge Bay
Bridge Bay – zatoka jeziora Yellowstone w Parku Narodowym Yellowstone w Stanach Zjednoczonych. Zatoka położona jest w zachodniej części tego ogromnego jeziora, między Fishing Bridge na północy i Grant Village na południe na wysokości 2377 metrów nad poziomem morza. Brzegi jeziora w tym miejscu porośnięte są częściowo lasem z sosny wydmowej, resztę terenu stanowią łąki. Nad zatoką znajduje się marina dla łodzi oraz kemping z domkami, polem namiotowym, miejscem na kampery oraz amfiteatrem dla programów animowanych przez rangerów Parku Narodowego.
Pod względem turystycznym i wypoczynkowym jest to jedno z najlepiej zorganizowanych miejsc w całym parku. Marina oferuje wypożyczenie łodzi, wodowanie własnej oraz wycieczki po jeziorze i wędkowanie. Na kempingu można znaleźć pełne wyposażenie: domki, toalety, miejsce na ognisko.